# Live from Madison Square Garden
Live from Madison Square Garden ist ein Doppel-CD- und DVD-Livealbum von Eric Clapton und Steve Winwood. Es erschien am 19. Mai 2009 unter dem Label Reprise Records. Es wurde im New Yorker Madison Square Garden vom 25. bis 28. Februar 2008 aufgenommen. Das Duo präsentierte sowohl eine Auswahl von Songs von Blind Faith, Traffic und Derek and the Dominos als auch Stücke aus Claptons und Winwoods Solokarriere.

## Hintergrund
Nach der Trennung von Blind Faith 1969 spielten Clapton und Winwood bis 1998 nicht mehr miteinander. Sie hatten zwar beide einen Gastauftritt im Film Blues Brothers 2000, spielten aber erst wieder während Claptons Crossroads Guitar Festival im Jahr 2007 miteinander. Nachdem sich diese Zusammenarbeit als erfolgreich erwiesen hatte, entschieden sie sich ein Jahr später, auf Tour zu gehen und das Album zu veröffentlichen. Am 11. Februar 2009 wurde eine 14-Städte-US-Tour angekündigt, die am 10. Juni 2009 startete. Die Band bestand aus Clapton, Winwood, Weeks als Bassist, Stainton am Keyboard, als Schlagzeuger Abe Laboriel, Jr. und Sharon White sowie Michelle John als Backgroundsängerinnen. Das Konzert wurde 2009, 2010 und 2012 von 3sat und anderen deutschen Fernsehsendern übertragen.

## Aufnahme, Produktion und Artwork
Für die Aufnahme und Mischung des Albums und der DVD war James Towler verantwortlich, während die Produktion von James Pluta, John McDermott, Scooter Weintraub sowie deren Executive Producer John Beug, Michael Eaton, Peter Jackson und Tom Whalley übernommen wurde. Die Gestaltung der CD und DVD übernahm Ellen Wakayama in Zusammenarbeit mit dem Designer Donny Phillips und dem Fotografen Danny Clinch.

## Titelliste (CD)
CD 1
1. Had to Cry Today (Winwood) – 7:47
2. Low Down (J. J. Cale) – 4:10
3. Them Changes (Buddy Miles) – 5:10
4. Forever Man (Jerry Lynn Williams) – 3:33
5. Sleeping in the Ground (Sam Myers) – 4:50
6. Presence of the Lord (Clapton) – 5:23
7. Glad (Winwood) – 4:13
8. Well All Right (Jerry Allison, Buddy Holly, Joe B. Mauldin, Norman Petty) – 5:35
9. Double Trouble (Otis Rush) – 8:06
10. Pearly Queen (Jim Capaldi, Winwood) – 6:10
11. Tell the Truth (Eric Clapton, Bobby Whitlock) – 6:42
12. No Face, No Name, No Number (Capaldi, Winwood) – 4:09

CD 2
1. After Midnight (Cale) – 4:45
2. Split Decision (Joe Walsh, Winwood) – 6:25
3. Rambling on My Mind (Robert Johnson) – 4:01 nur Clapton
4. Georgia on My Mind (Hoagy Carmichael, Stuart Gorrell) – 5:05 nur Winwood
5. Little Wing (Jimi Hendrix) – 6:42
6. Voodoo Chile (Hendrix) – 16:23
7. Can’t Find My Way Home (Winwood) – 5:33
8. Dear Mr. Fantasy (Capaldi, Winwood, Chris Wood) – 7:41
9. Cocaine (Cale) – 6:41

## Titelliste (DVD, Blu-ray)
DVD, Blu-ray 1
1. Had to Cry Today
2. Them Changes
3. Forever Man
4. Sleeping in the Ground
5. Presence of the Lord
6. Glad
7. Well All Right
8. Double Trouble
9. Pearly Queen
10. Tell the Truth
11. No Face, No Name, No Number
12. After Midnight
13. Split Decision
14. Rambling on My Mind (nur Clapton)
15. Georgia on My Mind (nur Winwood)
16. Little Wing
17. Voodoo Chile
18. Can’t Find My Way Home
19. Dear Mr. Fantasy
20. Cocaine

DVD, Blu-ray 2
- Dokumentation: The Road to Madison Square Garden
- Dokumentation: Rambling on My Mind
- Soundcheck: Eric Clapton – Rambling on My Mind
- Bonustracks: Low Down, Kind Hearted Woman, Crossroads

## Rezeption
Allmusic-Kritiker Stephen Thomas Erlewine bezeichnete das Album als eine „zufriedenstellende, wenn auch nicht überraschende Wiedervereinigung“. Er lobte die musikalischen Fähigkeiten der beiden Künstler. Er vergab insgesamt dreieinhalb der möglichen fünf Bewertungseinheiten für das Album.

## Kommerzieller Erfolg

### Chartplatzierungen
| ChartsChartplatzierungen       | Höchstplatzierung | Wochen |
| ------------------------------ | ----------------- | ------ |
| Deutschland (GfK)              | 8 (33 Wo.)        | 33     |
| Österreich (Ö3)                | 25 (10 Wo.)       | 10     |
| Schweiz (IFPI)                 | 33 (7 Wo.)        | 7      |
| Vereinigte Staaten (Billboard) | 14 (11 Wo.)       | 11     |
| Vereinigtes Königreich (OCC)   | 40 (2 Wo.)        | 2      |

| ChartsJahrescharts (2009) | Platzierung |
| ------------------------- | ----------- |
| Deutschland (GfK)         | 83          |

### Auszeichnungen für Musikverkäufe
Album

| Land/Region        | Auszeichnungen für Musikverkäufe (Land/Region, Auszeichnung, Verkäufe) | Verkäufe |
| ------------------ | ---------------------------------------------------------------------- | -------- |
| Deutschland (BVMI) | Gold                                                                   | 100.000  |
| Insgesamt          | 1× Gold ·                                                              | 100.000  |

Hauptartikel: Eric Clapton/Auszeichnungen für Musikverkäufe
Videoalbum

| Land/Region               | Auszeichnungen für Musikverkäufe (Land/Region, Auszeichnung, Verkäufe) | Verkäufe |
| ------------------------- | ---------------------------------------------------------------------- | -------- |
| Deutschland (BVMI)        | Gold                                                                   | 25.000   |
| Vereinigte Staaten (RIAA) | 2× Platin                                                              | 200.000  |
| Insgesamt                 | 1× Gold · 2× Platin ·                                                  | 225.000  |

Hauptartikel: Eric Clapton/Auszeichnungen für Musikverkäufe